# 日产途达
日产途达（日语: 日産・テラ 英语：Nissan Terra）是日本日产汽车于2018年推出的中型SUV，由日本日产汽车设计，郑州日产汽车有限公司生产制造。该车型基于日产纳瓦拉皮卡和日产帕拉丁等车型所使用的日产F-Alpha平台平台打造，官方详情于2018年3月公布，于2018年4月的北京国际汽车展览会上正式亮相，并于次月上市销售。

## 概要
日产途达的产地有中国郑州，泰国Samut Prakan，目前面向中国，菲律宾等亚洲市场。目前日产途达的外形尺寸介于日产奇骏、日产Rogue、日产途乐和日产Armada之间，在中国市场主要与丰田汉兰达、三菱帕杰罗、福特锐界、雪佛兰探界者和五十铃MU-X等车型竞争。该车基于日产纳瓦拉皮卡等车型的底盘打造并采用分时四驱、前碟后鼓刹车、非承载式车身和前双叉臂式独立悬架、后整体桥式非独立悬架。
日产途达由一台2.5升汽油QR25DE型直列四缸引擎提供动力，该发动机可在6000转/分钟时产生180马力（134千瓦），在4000转/分钟时产生的扭矩可达251牛·米（185磅·英尺）。发动机配合6速手动或7速自动变速器。车身尺寸为4882mm*1850mm*1835mm，轴距为2850mm，离地间隙测量值为225mm（8.9英寸），整体尺寸与同价位同级车型相比较大。